# オンリー・ガール (イン・ザ・ワールド)
「オンリー・ガール (イン・ザ・ワールド)」(Only Girl (In the World))はバルバドスのレコーディングアーティストリアーナの楽曲。5枚目のスタジオ・アルバム『ラウド』から1枚目のシングルとしてリリースされた。
クリスタル・ジョンソン、ミケル・S・エリクセンとトーア・エリック・ヘルマンセンによって書かれ、ノルウェーの音楽プロデューサーチームスターゲイトとサンディー・ヴィーによってプロデュースされた本作は、『ラウド』からのリードシングルとして2010年9月10日に発売された。ユーロポップの要素を取り入れたダンスポップソングである。
批評家から肯定的評価を受け、特に強いコーラスとプロデュースが賞賛された。また、批評家はこの楽曲の選択とリアーナの強い歌声に敬意を表した。「オンリー・ガール (イン・ザ・ワールド)」は世界のほとんどの主要チャートで首位を獲得し、特にニュージーランドとオーストラリアで成功した。それぞれでプラチナと4プラチナの認定を受けた。
シングルはアメリカ合衆国のBillboard Hot 100で首位を獲得し、リアーナにとって9作目の首位獲得作品になった。ミュージックビデオはアンソニー・マンドラーが監督を務めた。リアーナはイギリスのテレビ番組『Xファクター』と2010年アメリカン・ミュージック・アワードに出演し、この曲を披露した。本作は第53回グラミー賞で優秀ダンスレコーディング賞を受賞した。

## チャート
| チャート（2010年）               | 最高順位 |
| -------------------------------- | -------- |
| アメリカ（Billboard Hot 100）    | 1        |
| イギリス（全英シングルチャート） | 1        |

## 発売日一覧
| 地域             | 発売日        | 規格                               | レーベル                 |
| ---------------- | ------------- | ---------------------------------- | ------------------------ |
| オーストラリア   | 2010年9月10日 | デジタル・ダウンロード             | ユニバーサルミュージック |
| デンマーク       | 2010年9月10日 | デジタル・ダウンロード             | ユニバーサルミュージック |
| オランダ         | 2010年9月10日 | デジタル・ダウンロード             | ユニバーサルミュージック |
| ニュージーランド | 2010年9月10日 | デジタル・ダウンロード             | ユニバーサルミュージック |
| ブラジル         | 2010年9月13日 | デジタル・ダウンロード             | ユニバーサルミュージック |
| カナダ           | 2010年9月13日 | デジタル・ダウンロード             | ユニバーサルミュージック |
| フィンランド     | 2010年9月13日 | デジタル・ダウンロード             | ユニバーサルミュージック |
| フランス         | 2010年9月13日 | デジタル・ダウンロード             | ユニバーサルミュージック |
| イタリア         | 2010年9月13日 | デジタル・ダウンロード             | ユニバーサルミュージック |
| ノルウェー       | 2010年9月13日 | デジタル・ダウンロード             | ユニバーサルミュージック |
| ポルトガル       | 2010年9月13日 | デジタル・ダウンロード             | ユニバーサルミュージック |
| スペイン         | 2010年9月13日 | デジタル・ダウンロード             | ユニバーサルミュージック |
| スウェーデン     | 2010年9月13日 | デジタル・ダウンロード             | ユニバーサルミュージック |
| スイス           | 2010年9月13日 | デジタル・ダウンロード             | ユニバーサルミュージック |
| アメリカ合衆国   | 2010年9月13日 | デジタル・ダウンロード             | デフ・ジャム・レコード   |
| アメリカ合衆国   | 2010年9月21日 | メインストリームとリズミックラジオ | デフ・ジャム・レコード   |
| 日本             | 2010年9月27日 | PC配信                             | ユニバーサルミュージック |
| イギリス         | 2010年9月29日 | デジタル・ダウンロード             | マーキュリー・レコード   |
| ドイツ           | 2010年10月8日 | CDシングル                         | ユニバーサルミュージック |
| 日本             | 2010年11月3日 | 着信音、携帯電話端末向けフル配信   | ユニバーサルミュージック |